# Diamond Beach
Diamond Beach es un lugar designado por el censo ubicado en el condado de Cape May en el estado estadounidense de Nueva Jersey. En el año 2010 tenía una población de 136 habitantes y una densidad poblacional de 340 personas por km².

## Geografía
Diamond Beach se encuentra ubicado en las coordenadas 38°57′34″N 74°51′10″O / 38.95944, -74.85278.

## Demografía
Según la Oficina del Censo en 2000 los ingresos medios por hogar en la localidad eran de $83,787 y los ingresos medios por familia eran $83,735. Los hombres tenían unos ingresos medios de $100,000 frente a los $0 para las mujeres. La renta per cápita para la localidad era de $54,883. El 0% de la población estaba por debajo del umbral de pobreza.